# Chantal Mouffe
Chantal Mouffe (Charleroi, 17 de junio de 1943) es una filósofa y politóloga belga, profesora emérita de la Universidad de Westminster en Londres. Es especialmente conocida por el ensayo Hegemonía y estrategia socialista (1985), coescrito con Ernesto Laclau y considerado uno de los textos fundacionales del posmarxismo, y por sus concepciones acerca de la democracia radical y el pluralismo agonista. 

## Trayectoria
Chantal Mouffe estudió en Lovaina, París y Essex y ha sido profesora en numerosas universidades de Europa, Estados Unidos, Canadá y América Latina. También ha sido profesora visitante en las universidades de Harvard, Cornell, Princeton, así como en el Centro Nacional para la Investigación Científica. Entre 1989 y 1995 fue directora de programas del Colegio Internacional de Filosofía en París. Actualmente es profesora emérita del Departamento de Ciencias Políticas y Relaciones Internacionales de la Universidad de Westminster en Londres, donde fue catedrática y dirigió el Centro para el Estudio de la Democracia.
En la década de los 2010, su pensamiento tuvo una renovada influencia en movimientos populistas de izquierdas como el primer Podemos o La France Insoumise.

## Pensamiento

### Trayectoria política posmarxista
Mouffe, junto al filósofo argentino Ernesto Laclau, fue una de las fundadoras de la corriente filosófica conocida como posmarxismo, que repiensa la herencia marxista desde el punto de vista de las transformaciones sociales de las últimas décadas del siglo XX, un período denominado por algunos teóricos como modernidad tardía o posmodernidad.
Con la ambición de reelaborar un proyecto socialista que diera respuesta a "la crisis del pensamiento de izquierda, a la vez en sus versiones comunista y social-demócrata" el ensayo Hegemonía y estrategia socialista, coescrito en 1985 con Ernesto Laclau, inscribe la teoría política de Mouffe en una perspectiva posmarxista y antiesencialista. Mouffe y Laclau desarrollan una teoría que no esté sólo focalizada en la explotación económica y las relaciones de clase. El libro se inspira también en la crítica del esencialismo formulada por la corriente de pensamiento estructuralista y posestructuralista (recurriendo a autores como Derrida, Lacan o Foucault) y tomando conceptos de Gramsci, particularmente el de hegemonía.
El antiesencialismo de Mouffe y su cuestionamiento correlativo del marxismo ortodoxo se expresan sobre todo por su oposición a la idea de un desarrollo determinado del proceso histórico en función de factores objetivos (leyes de la historia, primacía de la infraestructura económica, intereses objetivos del proletariado como único vector de un ineluctable adelantamiento del capitalismo..) Contra la concepción determinista de la historia defiende "que siempre es posible cambiar las cosas políticamente e intervenir en las relaciones de poder para transformarlas", sin que ello suponga necesariamente la destrucción de las democracias liberales o la creación de un nuevo orden de cero. Se trata sobre todo de aplicar eficazmente los principios de igualdad y libertad que las democracias liberales proclaman, pero de acuerdo con ella no ponen en práctica.

### Crítica de los modelos liberales y deliberativos
La teoría política de Mouffe relativa a la democracia consiste en la elaboración de un modelo que se opone claramente al de la democracia deliberativa y al de la democracia liberal.
Se asocia a la crítica formulada por Carl Schmitt contra el liberalismo para denunciar el recurso al vocabulario y conceptos de economía, de ética y de lo jurídico para introducirlos en política y convirtiéndose en incapaz de comprender la especificidad de éste. Reprocha al pensamiento liberal por una parte el lugar central en el que sitúa el individualismo y por otra su racionalismo. Este último, expresándose a través de "la creencia en la posibilidad de una reconciliación final gracias a la razón" sea la posibilidad de establecer un consenso racional en relación con las decisiones políticas a tomar, sería ilusorio e impediría "reconocer la posibilidad siempre presente del antagonismo".  En relación con el individualismo éste haría imposible la comprensión de la formación de "identidades colectivas" que juzga indisociables de una organización verdaderamente democrática.
Su oposición a los partidarios de la democracia deliberativa como Habermas se basa en objeciones similares. En efecto, Mouffe critica también la teoría deliberativa por su supuesto racionalismo, mediante el cual el modelo deliberativo tendría como objetivo, según Mouffe, evacuar el conflicto, "constitutivo de lo político". Según la particular lectura de Mouffe, el modelo deliberativo situaría la problemática política en una dimensión ética, llegando finalmente a la ilusión de un "final de la política".

### Democracia plural, del antagonismo al modelo agonista
A los modelos deliberativos y liberales, Chantal Mouffe opone la idea y el proyecto de una "democracia radical y plural" que quieres ser una "radicalización de la tradición democrática moderna" pasando por "la extensión y profundización de la revolución democrática". En el centro de esta teoría se afirma la idea de que la política y correlativamente la democracia es indisociable a una dimensión conflictual considera como no pudiendo ser eliminada por ningún "proceso racional de negociación", sea a través de la deliberación habermasiana o por el velo de la ignorancia propuesto por Rawls. Para describir esta persistencia ineliminable de "conflictos para los cuales no existe ninguna solución racional". Mouffe utiliza el concepto de antagonismo, para lo cual define la propia política. De nuevo este concepto de antagonismo se inspira en la teoría de Schmitt situando a la política en una relación amigo/enemigo "que no puede ser resuelta de manera dialéctica".
Sin embargo, reconociendo que con ella el antagonismo amigo / enemigo llevó a la «destrucción de la asociación política» y no puede por ello ser considerado como «legítimo en el seno de una sociedad democrática», defiende la idea de que el antagonismo propiamente dicho, a no ser que pueda ser eliminado, puede ser sublimado en agonismo. Este último se distingue entonces del antagonismo, en cuanto a que no se plantea desde la confrontación entre enemigos sino entre «adversarios que reconocen la legitimidad de sus respectivas reivindicaciones». Afirma también que «el objetivo de una política democrática es transformar el antagonismo potencial en un agonismo», en el seno del cual los adversarios están de acuerdo en los principios democráticos de libertad e igualdad, pero confrontan en el significado que tienen. La democracia plural o pluralista que Mouffe defiende corresponde a este modelo agonista, y presenta desde su perspectiva la ventaja de reconocer el papel de las pasiones en la formación de identidades colectivas.
Por tanto, está a favor de la dimensión partidista de la política y critica firmemente las teorías obsoletas que reclaman la división entre derecha e izquierda. Los intentos de desarrollar una "tercera vía" para superar esta división derecha / izquierda son también para Mouffe una de las razones del ascenso de los populismos de derecha y partidos de extrema derecha.
Tal concepción de la política, afirmando contra el racionalismo la indisociabilidad entre democracia y conflictividad (debido a la ausencia de procedimientos políticos racionales que permitirían superar los enfrentamientos y alcanzar un modelo definitivo del ideal de justicia) puede estar cerca de las posiciones de Claude Lefort y de Jacques Rancière, que también vinculan la idea de democracia a la de la necesidad del conflicto. Además, esta posición puede en cierta medida tener analogía con la refutación de la existencia de cualquier fundamento estrictamente racional en la definición de la justicia hecha por Cornelius Castoriadis.

La política tiene que ver con el conflicto y la democracia consiste en dar la posibilidad a los distintos puntos de vista para que se expresen, disientan. El disenso se puede dar mediante el antagonismo amigo-enemigo, cuando se trata al oponente como enemigo –en el extremo llevaría a una guerra civil– o a través de lo que llamo agonismo: un adversario reconoce la legitimidad del oponente y el conflicto se conduce a través de las instituciones. Es una lucha por la hegemonía.
Chantal Mouffe

El pluralismo agonístico es revisado en gran parte de sus obras; una defensa acérrima de la democracia como proyecto político frente a corrientes menos abiertas, como las que se derivaron de los llamados «socialismos reales». Sin embargo, una de las tesis que defiende de Karl Marx es la de la historia del hombre como historia del conflicto. Así, sin ese antagonismo, "la sociedad no puede existir".

### Feminismo
Chantal Mouffe se define como una "feminista al estilo de Simone de Beauvoir, como una mujer a la que le importa crear igualdad de género".
Pero aclara que no está de acuerdo con todas las formas de feminismo, particularmente con la que ella califica de “esencialista”. "Yo llamo esencialista a la corriente que dice que hay un pensamiento específicamente femenino, que finalmente es el género el que va a determinar la manera en que vamos a actuar en el mundo. Mi feminismo consiste en decir que hay que reconocer ciertas diferencias que existen entre hombres y mujeres -porque no digo que la igualdad esté en la similitud-, pero estoy en contra de todas las formas de diferencias que llevan a una subordinación de la mujer. Eso para mí es fundamental."
Asegura que es feminista en sus posiciones políticas pero que en su producción no hace teoría política feminista.
Mouffe defiende una concepción "extensiva" del feminismo y señala la necesidad de que existan "muchos feminismos". No hay una sola manera de ser feminista, defiende Mouffe, que considera que nunca debe apostarse por la aplicación de un modelo importando y que es necesario buscar maneras específicas, no necesariamente tan distintas. Lo compara a la lucha política que tiene que partir de un contexto determinado, de una tradición y que "no puede ser nunca la implementación de principios abstractos".
En su texto "Feminismo, ciudadanía y política democrática radical" (1992), considera que la categoría "mujer" no corresponde a ninguna esencia unitaria y unificadora y que por tanto el problema ya no debe seguir siendo tratar de descubrirla. Reconoce que las feministas liberales han estado peleando por una amplia gama de nuevos derechos de las mujeres cuya finalidad es hacerlas ciudadanas iguales, pero cuestiona que éstas no han desafiado los modelos liberales dominantes de ciudadanía y política. También critica el discurso del feminismo de la diferencia  y considera que "un proyecto de democracia radical y plural no necesita un modelo de ciudadanía sexualmente diferenciado en el que las tareas específicas de hombres y mujeres sean valoradas con equidad, sino una concepción diferente de qué es ser un ciudadano y de cómo actuar como miembro de una comunidad política democrática." "Esta ciudadanía democrática radical está obviamente reñida con la visión "diferenciada sexualmente" de Carole Pateman -señala- pero también con otro intento feminista de ofrecer una alternativa a la visión liberal del ciudadano: la concepción del "grupo diferenciado" de Iris Young, entre otros motivos, por considerar que es una "visión esencialista" de grupo.
Mouffe considera que el feminismo es la lucha por la igualdad de las mujeres pero ésta debe ser entendida como la lucha en contra de las múltiples formas en que la categoría "mujer" se construye como subordinación. Las feministas, añade, pueden contribuir en la política con una reflexión sobre las condiciones para crear una igualdad efectiva para las mujeres. Su apuesta es por un proyecto político con aspiración a luchar contra las formas de subordinación que existen en muchas relaciones sociales y no sólo contra aquellas vinculadas al género, cuestionando una interpretación "que reduzca nuestra identidad a una posición singular, ya sea de clase, raza o género". Mouffe

## Publicaciones

### En español
- Hegemonía y estrategia socialista (con Ernesto Laclau) (1985). Madrid: Fondo de Cultura Económica, 2004.
- El retorno de lo político (1999). Buenos Aires: Paidós.
- La paradoja democrática (2003). Barcelona: Gedisa.
- En torno a lo político (2007). Madrid: Fondo de Cultura Económica.
- La vida que viene (2011) Buenos Aires. La Oficina de Arte y Ediciones. ISBN 9788493888671 (con Gianni Vattimo, Joan Busquets, Ernesto Laclau, Paula Sibilia, Jorge Alemán y Javier Tolentino)
- Dimensiones de democracia radical. Pluralismo, ciudadanía, comunidad. (2012) Buenos Aires. Prometeo Libros. ISBN 9789875745551
- Construir pueblo. Hegemonía y radicalización de la democracia (con Íñigo Errejón) (2015). Vilassar de Dalt: Icaria Editorial. ISBN 9788498886603
- Por un populismo de izquierdas (2018). Editorial Siglo XXI Argentina. ISBN 9789876298704
- El poder de los afectos en la política: Hacia una revolución democrática y verde (2023). Editorial Siglo XXI. ISBN 9788432320637

### En inglés
- Gramsci and Marxist Theory. (1979) Londres – Boston: Routledge / Kegan Paul.
- Hegemony and Socialist Strategy: Towards a Radical Democratic Politics  (1985) con Ernesto Laclau, Londres – New York: Verso.
- Dimensions of Radical Democracy: Pluralism, Citizenship, Community. (1992) Londres – New York: Verso.
- The Return of the Political. (1993) Londres – New York: Verso.
- Deconstruction and Pragmatism  (1996) Londres – New York: Routledge.
- The Challenge of Carl Schmitt. (1999) Londres – New York: Verso.
- The Democratic Paradox. (2000) Londres – New York: Verso.
- Deliberative Democracy or Agonistic Pluralism Archivado el 22 de abril de 2021 en Wayback Machine.. (2000) Institute for Advanced Studies, Viena.
- The legacy of Wittgenstein: Pragmatism or Deconstruction. (2001) Francfort – New York: Peter Lang.
- On the Political. (2005) Abingdon – New York: Routledge.
- Agonistics: thinking the world politically. (2013) London: Verso.
- Artistic Strategies in Politics and Political Strategies in Art. Tom Bieling (Ed.) (2019): Design (&) Activism: Perspectives on Design as Activism and Activism as Design, Milano: Mimesis, p. 53–57.

### Artículos
- Feminismo, ciudadanía y política democrática radical. Archivado el 1 de noviembre de 2019 en Wayback Machine.  1992 Publicado originalmente en Feminists Theorize the Polical Edición Judith Butler y Joan W. Scott. Routledge
- La « fin du politique » et le défi du populisme de droite Revue du MAUSS 2/2002 (no 20) (en francés)
- Le politique et la dynamique des passions, Rue Descartes 3/2004 (en francés)
- Politique et agonisme Rue Descartes 1/2010 (en francés)
- Communisme ou démocratie radicale Archivado el 22 de septiembre de 2020 en Wayback Machine. Actuel Marx 2/2010 (en francés)